# Cellavision
CellaVision AB  är ett svenskt medicintekniskt bolag som utvecklar och säljer  mjukvara för automatiserad mikroskoperingbildanalys, som grundades 1994 av Christer Fåhraeus. 
Cellavisions aktier är sedan 2010 noterade på Stockholmsbörsens huvudlista.